# Christiane Nüsslein-Volhard
Christiane Nüsslein-Volhard (Magdeburg, 1942. október 20. –) német genetikus, embriológus. 1995-ben Eric Wieschausszal és Edward B. Lewisszal közösen orvostudományi Nobel-díjban részesült "a korai embrionális fejlődés genetikai szabályozását illető felfedezéseiért".

## Tanulmányai
Christiane Volhard 1942. október 20-án született Magdeburgban Rolf Volhard építész és Brigitte Hass Volhard öt gyermeke közül a másodikként. Szülei zenével és festészettel is foglalkoztak. A család a háború után Frankfurtba költözött. Szülei példáját követve Christiane is megtanult fuvolán játszani, de saját bevallása szerint testvérei a zenében tehetségesebbek voltak nála. 1962-ben, amikor Christiane még középiskolás volt, apja váratlanul meghalt. A középiskola után orvos vagy biológus akart lenni, de miután egy hónapig nővérként egy kórházban dolgozott, inkább a második lehetőséget választotta. Kezdetben a Frankfurti Egyetemen tanult biológiát és fizikát, 1964-től pedig átment Tübingenbe, ahol az egyetemen új biokémiai tanfolyam indult. 1969-ben megszerezte diplomáját, négy évvel később pedig doktori fokozatát. Disszertációjának témája az RNS-polimeráz kötődése a bakteriofágok DNS-éhez volt, és cikke megjelent a tekintélyes Nature folyóiratban is.

## Munkássága
Posztdoktori kutatásához új témát keresett, ekkor akadt az ecetmuslica (Drosophila melanogaster) 1966-ban felfedezett bicaudal mutációjára, ahol az állat elülső részén fej és tor helyett is potroh fejlődik. 1975-ben az egyedfejlődés genetikai szabályozásával kezdett el foglalkozni a Bázeli Egyetemen (ahol megismerkedett a PhD-hallgató Eric Wieschausszal) és 1977-től ösztöndíjjal Freiburgban. 1978-ban a Nobel-díjas John Kendrew meghívta Nüsslein-Volhardot és Wieschaust az általa vezetett heidelbergi Európai Molekuláris Biológiai Laboratóriumba. A két kutató kidolgozta a szaturációs mutagenezis eljárását, melyben mutagénekkel kezelték a muslicákat és utódaikban olyan mutációkat kerestek, melyek az egyedfejlődést befolyásolják. Ezerszámra vizsgálták át a Drosophilákat és lárváikat és számos új mutációra bukkantak. Megállapították, hogy az ecetmuslica mintegy 20 ezer génje közül 5 ezernek van részleges köze az embrionális fejlődéshez, 139 pedig alapvetően fontos hozzá. Meghatároztak három géntípust, amely a rovartest általános felépítését határozza meg.
1981-ben Wieschaus elfogadta a Princeton állásajánlatát, és bár szerződését meghosszabbították, Nüsslein-Volhard nem akart korábbi munkatársa nélkül Heidelbergben maradni, ezért átment a tübingeni Max Planck Intézetbe. Itt a Drosophila harmadik kromoszómájának végigvizsgálásával bejezte korábbi munkáját. 1986-ban kinevezték az intézet fejlődésbiológiai osztályának vezetőjévé. Miután leírták a muslicák embrionális fejlődését szabályozó géneket, Nüsslein-Volhard kiterjesztette kutatásait a gerincesekre, nevezetesen a zebradánióra is. 1992-ben 7 ezer akváriumot számláló halházat adtak át az intézetben és három évvel később 1200 egyedfejlődést szabályzó gén mutációját tették közzé.

## Elismerései

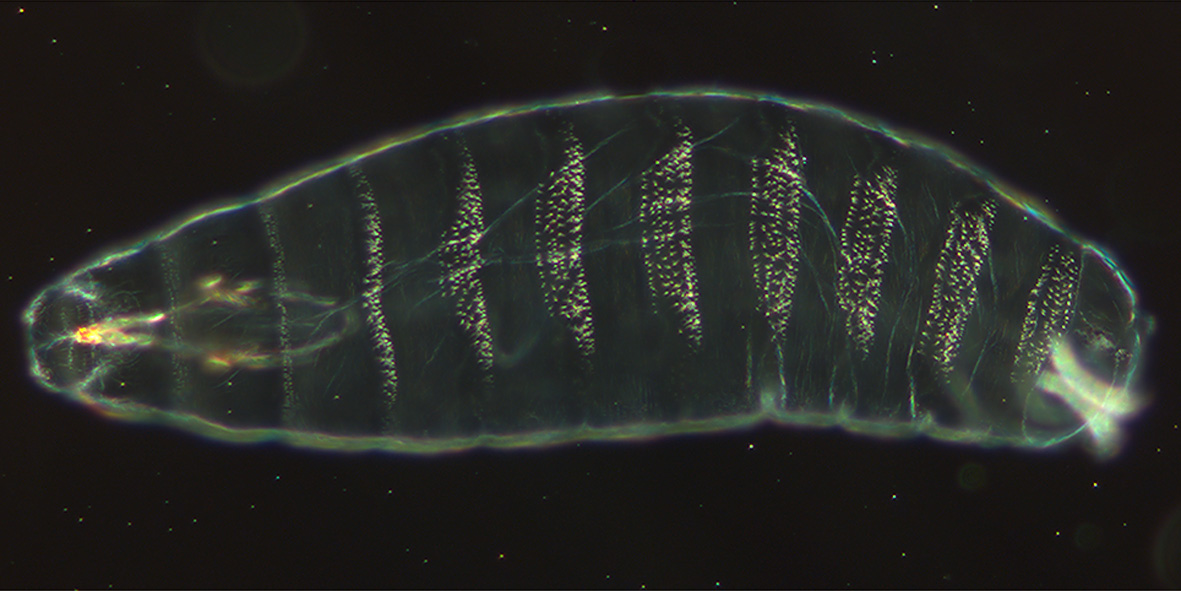
Drosophila-lárva

Christiane Nüsslein-Volhard, Eric F. Wieschaus és az amerikai Edward B. Lewis 1995-ben orvostudományi Nobel-díjban részesült az egyedfejlődés genetikai szabályozásának felderítéséért. Ezenkívül számos egyéb kitüntetést elnyert:  
- 1986 a Német Kutatási Alap Gottfried Wilhelm Leibniz-díja
- 1986 a Giesseni Egyetem Franz Vogt-díja
- 1991 Albert Lasker-díj az orvostudományi alapkutatásért
- 1992 Alfred P. Sloan Jr.-díj
- 1992 a Columbia Egyetem Louisa Gross Horwitz-díja
- 1992 a német Otto Warburg-érem
- 1994 a Német Szövetségi Köztársaság Érdemkeresztje
- 1996 Baden-Württemberg Érdemérme
- 1997 Pour le Mérite
- 2005 A Német Érdemkereszt Nagykeresztje csillaggal és szalaggal
- 2009 Osztrák Tudományos és Művészeti Érdemrend

1990 óta tagja a brit Royal Societynek és az Amerikai Tudományos Akadémiának, 1991 óta pedig a német Leopoldinának.

## Családja
Christiane Volhard fiatalon férjhez ment, de nem sokkal később elvált és utána már nem házasodott újra.